# Райлі Шай
Гейді Енн Скерборо (англ. Heidi Ann Scarboro; нар. 29 серпня 1985, Мелборн, Флорида, США), відома як Райлі Шай (англ. Riley Shy) — американська порноакторка єврейського та німецького походження.

## Біографія
У порноіндустрію потрапила в 2005 році, коли їй було приблизно 20 років. В перший же рік була знята в жанрах еякуляція на людину, хардкор-порно, гонзо, оральний секс та секс від першої особи.
Знімалася для порностудій Club Jenna, Hustler, Penthouse, Acid Rain, New Sensations та Zero Tolerance. 
Знімалась у парі з Фейт Ліон, Ліндсі Мідоуз, Обрі Аддамс, Алексіс Лав, Преслі Меддокс, Джастіс Янг.

## Нагороди та номінації
- 2008 AVN Award номінація — Best Oral Sex Scene, Video — Gag Factor 24[4]
- 2008 AVN Award номінація — Best Group Sex Scene, Video — Rich Little Bitch[4]
- 2009 AVN Award номінація — Best Double Penetration Sex Scene — Barely Legal Corrupted 9[5]